# Butterfly (canção de Marina)
"Butterfly" (estilizado em letras maiúsculas) é uma canção gravada pela cantora e compositora galesa Marina para seu sexto álbum de estúdio Princess of Power (2025).. Foi lançada de forma independente como o primeiro single, junto com um videoclipe em 21 de fevereiro de 2025. Esta foi sua primeira música autolançada desde seus dois extended plays Mermaid vs Sailor (2007) e Froot Acoustic (2015).
A canção alt-pop e chamber pop foi composta e produzida pela artista, e contou com a co-produção do compositor e produtor americano CJ Baran. Críticos musicais destacaram o lirismo de "Butterfly", que representa o inseto de mesmo nome ao longo de seu ciclo de vida, o crescimento pessoal de um indivíduo e o renascimento espiritual. O videoclipe que acompanha foi dirigido por Aerin Moreno, onde retrata Marina dançando e cantando através de vários espaços liminares.
Comercialmente, a canção não causou impacto nas paradas musicais, mas apareceu no top 50 na parada de downloads de singles e na parada de vendas de singles do Reino Unido e no top 20 na parada Hot Singles da Nova Zelândia por suas transmissões rápidas e veiculação nas rádios.

## Desenvolvimento
Durante o lançamento de seu primeiro livro de poesia intitulado Eat the World (2024), Marina revelou em uma entrevista em 2 de abril de 2024 à Rolling Stone que estava trabalhando em seu futuro sexto álbum, afirmando que "estava escrevendo há seis meses", mas ainda não estava muito avançada no processo. Após sua apresentação em um show único no festival BST Hyde Park, em Londres, Marina logo confirmou à Attitude, em 15 de julho, que o álbum estaria previsto para ser lançado no ano seguinte.

## Promoção e lançamento
Mais tarde, foi relatado que a cantora começou a distribuir sacolas de presentes para seus fãs em janeiro de 2025, contendo lagartas vivas com instruções de cuidados sobre como criá-las. Essa "campanha imersiva" recebeu diversas reações mistas, como questões ambientais e ética, mas atingiu um "nível de destaque sem precedentes". Em 7 de fevereiro, Marina finalmente postou em suas contas de mídia social uma prévia de vinte segundos onde ela aparece dublando a música. Logo depois, ela revelou que a música se chamaria "Butterfly", que seria lançada nas duas semanas seguintes e a disponibilizou para pré-encomenda em seu site e em diferentes serviços de streaming.
Marina lançou "Butterfly" de forma independente em 21 de fevereiro de 2025, sendo distribuído mundialmente nos formatos digitais e de streaming online, com seu videoclipe estreando no mesmo dia. Esse é o seu primeiro lançamento em quatro anos desde "Venus Fly Trap" (2021) e sua primeira música autolançada desde o extended play  Froot Acoustic (2015). O motivo foi o fim do seu contrato de quatorze anos com a Atlantic Records, e Marina agora lidera seu selo independente.

## Composição e letras
"Butterfly" é uma faixa que dura 4 minutos e 26 segundos, escrita em compasso 4/4 e é construída em uma escala dominante frígia de lá, com um andamento de 121 bpm. Os jornalistas musicais a identificaram como um faixa chamber pop com infusão de house, e um hino alt-pop. O lirismo da canção representa principalmente o inseto de mesmo nome, especialmente seu ciclo de vida, mostrando o processo biológico de metamorfose, que faz referência ao renascimento espiritual e ao crescimento pessoal.

## Vídeo de música

### Lançamento
O videoclipe de acompanhamento foi lançado juntamente com a música em seu canal oficial no YouTube e foi dirigido por Aerin Moreno. Posteriormente, estreou em vários canais digitais de propriedade da MTV Entertainment Group e foi exibido no outdoor da Paramount na Times Square.

### Conceito
O videoclipe abre com um quarto escuro com Marina, usando uma cinta preta e saltos altos vermelhos, deitada sobre uma cama coberta de plástico, com sua maquiagem refletindo o ambiente ao seu redor. Em seguida, ela começa a dançar por vários espaços liminares de estilo vintage, enquanto usa um conjunto de roupas coloridas. Marina se movimenta em sequências de passos se assemelhando a uma borboleta, usando uma roupa preta com detalhes do inseto.

## Equipe e colaboradores

### Canção
- Marina Diamandis — vocais, compositora, teclados, produção, sintetizador
- Christopher John Baran — bateria, engenharia, mellotron, produção, programação, sintetizador
- Nathan Dantzler — engenharia
- Mitch McCarthy — engenharia

Créditos de música adaptados do Tidal.

### Video de música
- Aerin Moreno — diretor
- Radiance Pictures — produtora
- Nuer Taqa — produtora executiva
- Zoey Pressey — chefe de produção, produtora
- Andrea Gavazzi — diretor de fotografia
- Wesley Goodrich — designer de produção
- Sadie Wilking — coreógrafa
- Marc Eram — estilista
- Tami El Sombati — maquiagem
- Fitch Lunar — cabelo
- Aerin Moreno — editor
- Dante Pasquinelli — colorista
- Ethos Studio — colorista
- Nat Tereshchenko — produtor de cores
- Retina Imageworks — efeitos visuais
- Tommy Labuda — diretor representante
- Ryan Bremond — assistente de direção (1º AD)
- Ricky Hilton —  assistente de câmera (1º AC)
- Matt Lemus — assistente de câmera (2º AC)
- Chris Loh — operador de câmera
- Chase DuBose — chefe de iluminação
- Chris Guerrero — empresa de tecnologia de áudio (BBE Sound)
- John Fisher — sistema de fiação elétrica
- Ben Bowen — sistema de fiação elétrica
- Matt Planer — chefe de rigger (key grip)
- Carlo Roselli — assistente de produção (Key-PA)

Créditos do vídeo retirados da conta da Marina no YouTube.

## Desempenho nas tabelas musicais
| País — Tabela musical (2025) | Melhor posição |
| ---------------------------- | -------------- |
| Nova Zelândia (RMNZ)         | 19             |
| Reino Unido (Downloads)      | 46             |
| Reino Unido (Vendas)         | 48             |

## Histórico de lançamento
| Região | Data                    | Formato                    | Versão   | Gravadora   | Ref.         |
| ------ | ----------------------- | -------------------------- | -------- | ----------- | ------------ |
| Várias | 21 de fevereiro de 2025 | Download digital streaming | Original | Queenie BMG | [ 9 ] [ 10 ] |